# Anotogaster basalis
Anotogaster basalis är en trollsländeart. Anotogaster basalis ingår i släktet Anotogaster och familjen kungstrollsländor. IUCN kategoriserar arten globalt som otillräckligt studerad.

## Underarter
Arten delas in i följande underarter:
- A. b. basalis
- A. b. palampurensis